# Maja Grønbæk
Pour les articles homonymes, voir Grønbæk.
Maja Grønbæk, née le 30 janvier 1971 à Amager, est une handballeuse internationale danoise.
Avec l'équipe du Danemark, elle participe notamment aux jeux olympiques de 2000 où elle remporte la médaille d'or,.

## Palmarès

### En sélection nationale
Jeux olympiques d'été
- médaille d'or aux Jeux olympiques de 2000 à Sydney